# Medjong
Le Medjong ou Mendjong ou Medzong selon la prononciation, est une danse traditionnelle bamiléké, à l'Ouest  du Cameroun. C'est une danse populaire de réjouissance. 

## Description
| Vidéo externe | |
|               | Megzong la danse traditionnelle Bafou•25 nov. 2016 par Juli Kwt https://www.youtube.com/watch?v=mC1i5vfaQkc                                                                                   |
|               | Danse traditionnelle des guerriers Bamiléké, Madjong Lali (Mɑ̄njə̀' Lālī), par Fabrice de Bana.•20 oct. 2018 par Nufi (fe'efe'e) Language - Resulam https://www.youtube.com/watch?v=Z9sUeoGJBzw |
|               | Danse Grassfield ouest cameroun mendouo des Bamoun plus Samali•17 févr. 2018 par Compagnie de danse LA FOKAMAISE https://www.youtube.com/watch?v=i23X-5E2D2I                                  |

### Danse
Le Medjong se singularise par des pas de danse particuliers. L'apprentissage des pas se fait dans les festivals populaires bamiléké.  

### Apparats (tenues et accessoires) de danse
Les tenues sont constituées de masques élaborés de cauris. Les danseurs ont généralement des Arbres de la paix en mains, des  sonnailles aux jambes qu'ils secouent en dansant.

## Significations
Le Medjong est une danse traditionnelle populaire du pays bamiléké. Elle est aussi une danse d'intégration des jeunes. Elle est plus accessible que le Kouh ghan.